# Одкровення (Цілком таємно)

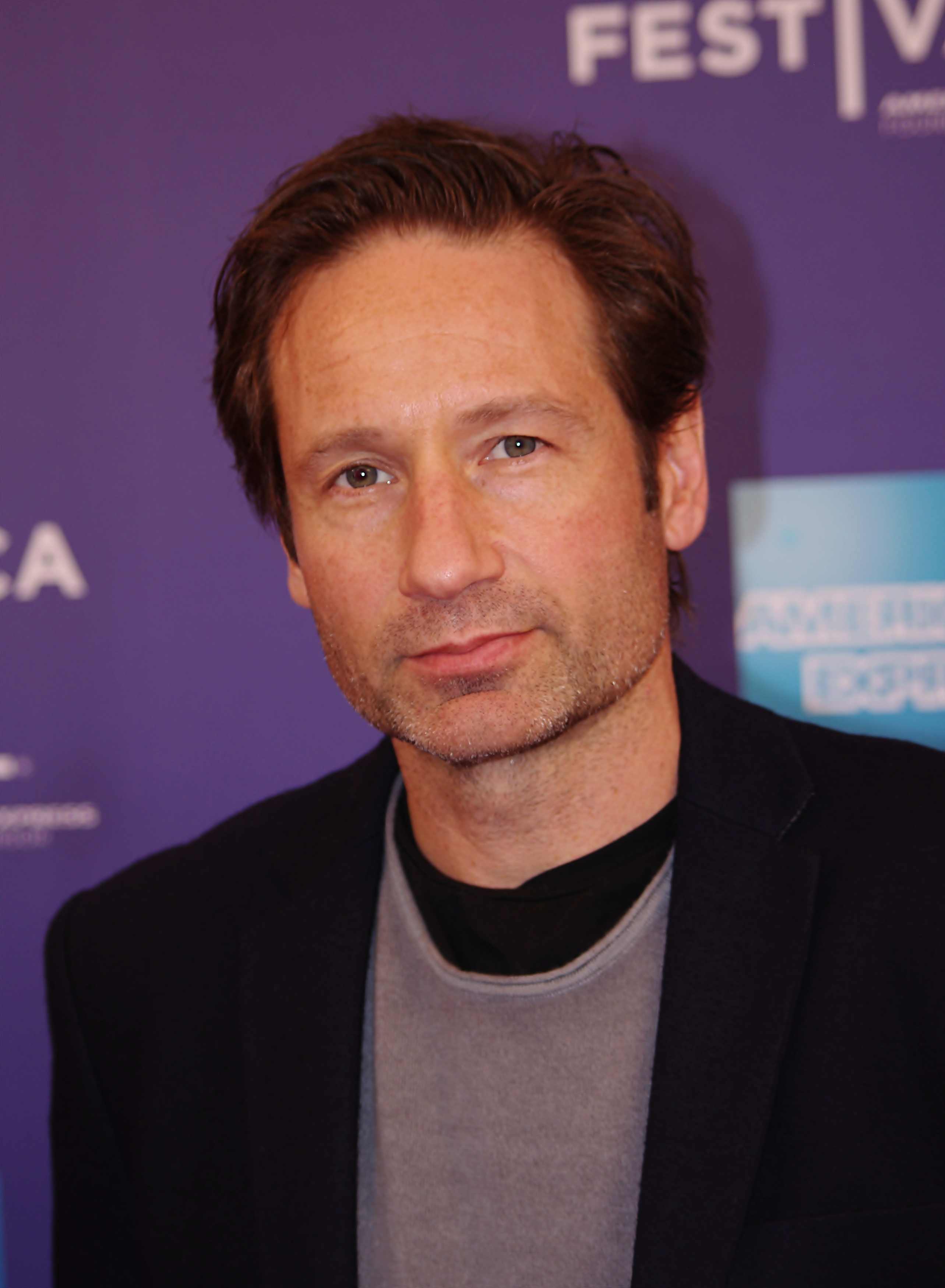

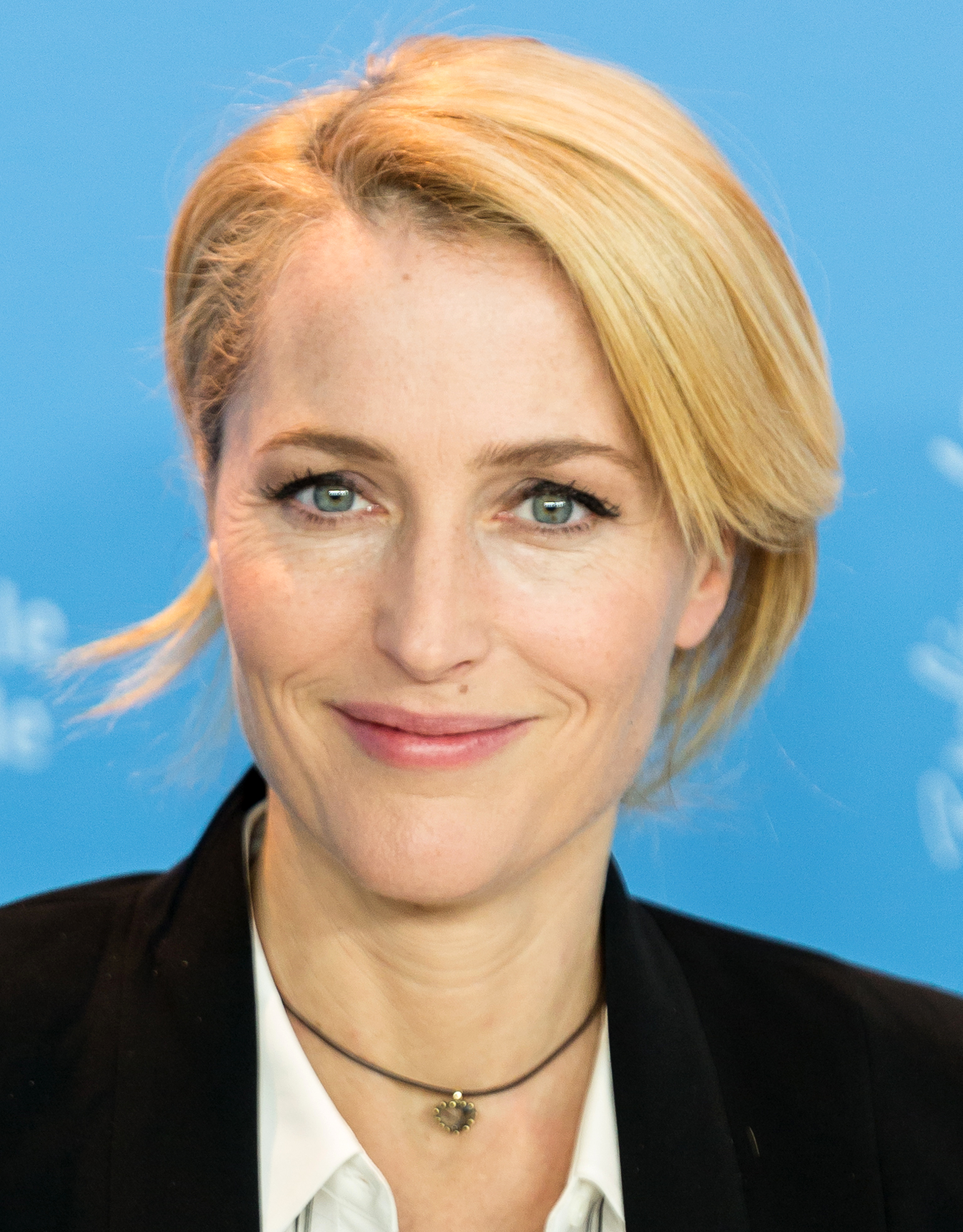

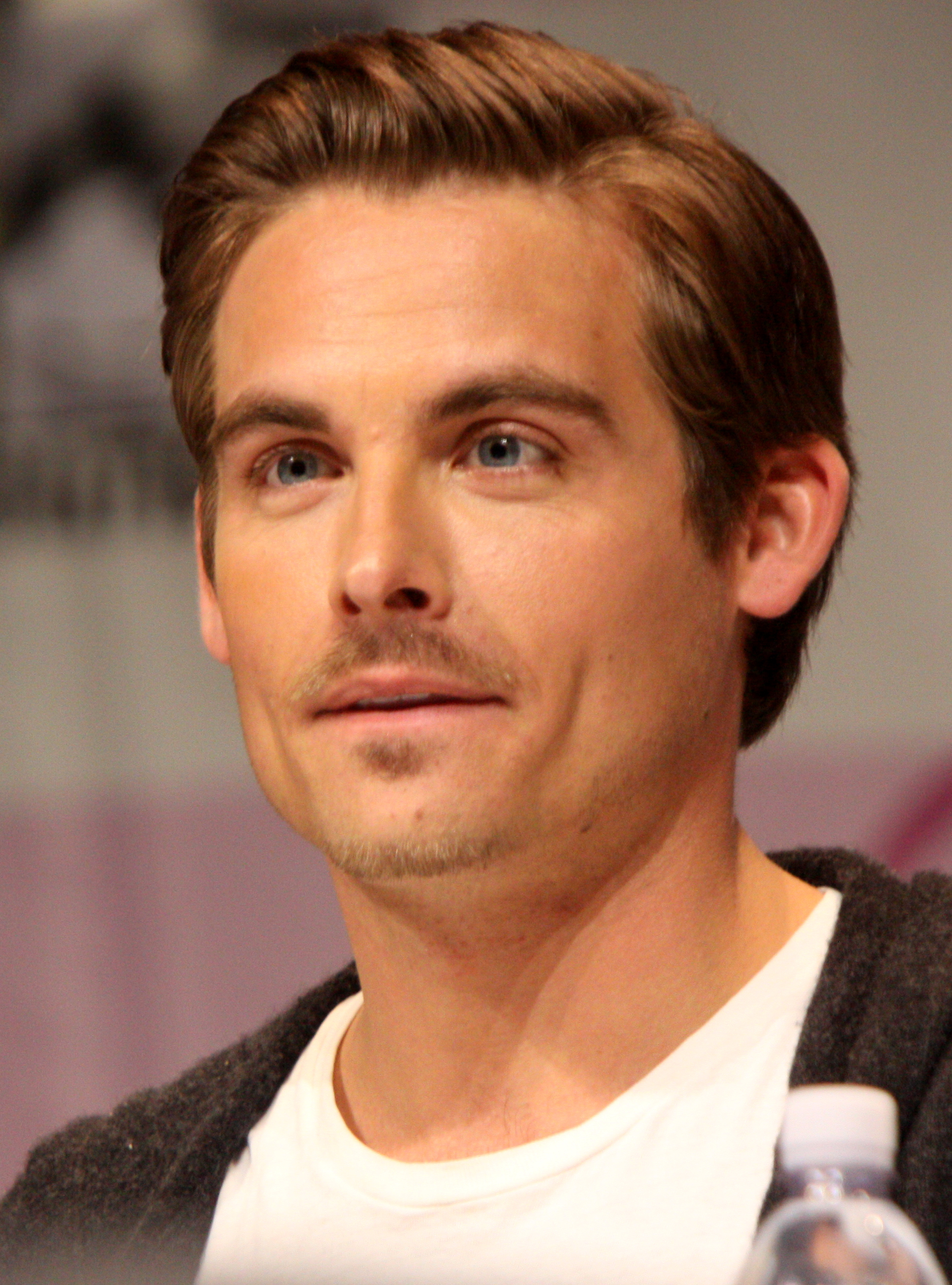

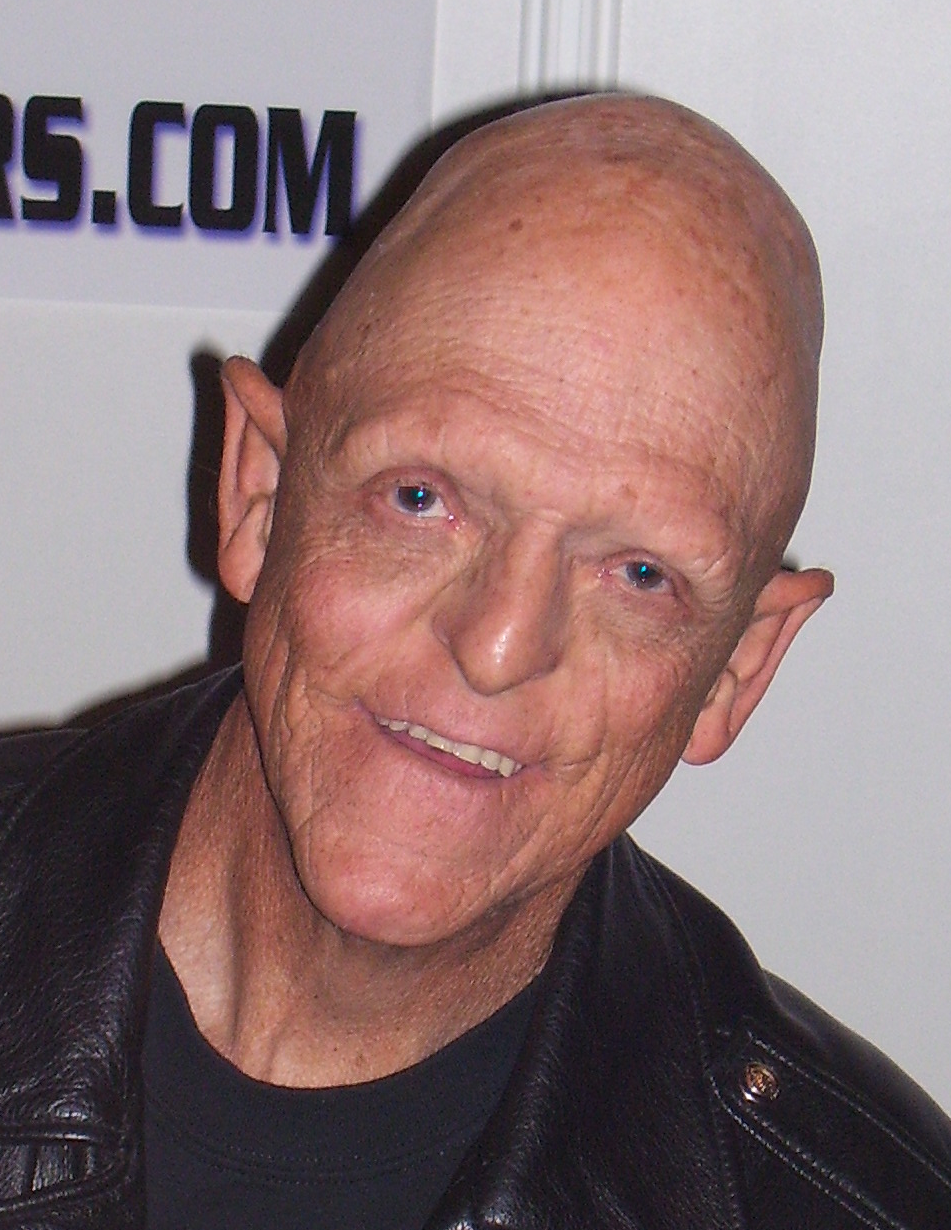

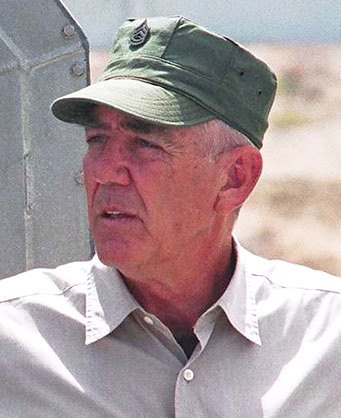

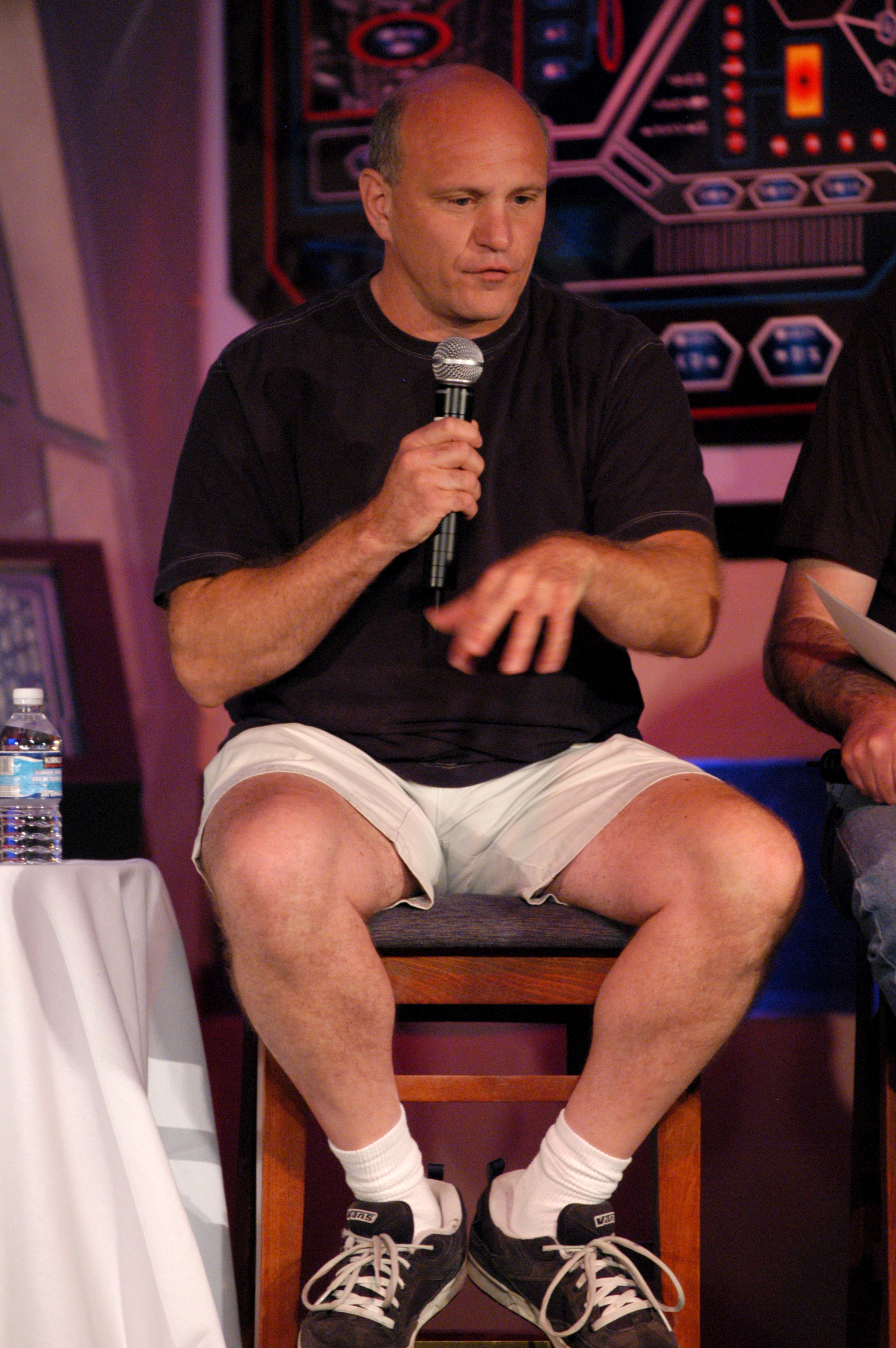

«Одкровення» — одинадцята серія третього сезону американського науково-фантастичного серіалу «Цілком таємно». Вперше була показана на телеканалі Фокс 15 грудня 1995 року. Сценарій до нього написав Кім Ньютон, а режисером був Девід Наттер. Ця серія отримала рейтинг Нільсена в 10 балів і її подивились 15,25 млн осіб. Серія отримала позитивні відгуки від критиків.
Серіал розповідає про двох агентів ФБР Фокса Малдера (роль виконав Девід Духовни) та Дейну Скаллі (роль виконала Джилліан Андерсон), які розслідують паранормальні випадки, що називають «файли X». В цій серії агенти розслідують вбивства людей, які видають себе за стигматів. Коли малий хлопчик виявляється справжнім стигматом, агенти беруть його під охорону, підозрюючи, що він буде останньою жертвою.

## Сюжет
У священика під час проповіді починають кровоточити долоні. Після проповіді до нього зайшов Саймон Гейтс і задушив священика, при цьому від його рук ішов дим і він залишив опіки на шиї священика. Агенти Малдер та Скаллі починають розслідувати це вбивство. Малдер каже, що це вже одинадцяте вбивство псевдостигмата за останні три роки. Під одягом священика знаходять пакет з червоною рідиною і трубками, які ведуть до долонь. Тим часом у початковій школі в Ловленді (Огайо) під час уроку у Кевіна Крайдера починають кровоточити долоні. Агенти приїжджають у цю школу і розмовляють із соціальним працівником, яка каже, що в Кевіна і раніше були такі травми. Також вона розповідає, що батька Кевіна помістили до психіатричної лікарні і що він був переконаний — сили зла хочуть вбити Кевіна, що могутня і поважна людина прийде за Кевіном.
Кевіна поміщають у притулок. Звідти його викрадають. Свідками викрадення стають багато дітей, тому згодом з їхньою допомогою складають фоторобот. Мати Кевіна впізнає в ньому Оуена Джарвіса, який раніше працював у них садівником. Коли агенти приїздять до Джарвіса, то хлопчик уже зник. Джарвіс стверджує, що є янголом-охоронцем і що Бог попросив його захистити хлопця. Після цього Джарвіс втікає, вистрибнувши з вікна. Тим часом Кевін приходить додому, але там на нього нападає Гейтс. Овен приходить хлопчику на допомогу, але Гейтс вбиває його. Згодом Скаллі робить розтин Джарвіса і виявляє, що його тіло не розкладається, це нагадує їй про «святих, тіла яких не розкладаються» з Катехізису. Скаллі знаходить на тілі Джарвіса відбиток пальця й ідентифікує його як відбиток Саймона Гейтса, багатого та впливового бізнесмена.
Кевін їде з матір'ю на машині. Машина ламається. Під'їздить Гейтс і пропонує матері Кевіна допомогу. Кевін вибігає з машини й відволікає увагу Гейтса, щоб дати матері втекти. Гейтс біжить за Кевіном, але Кевін сховався, і Гейтс його не знаходить. Мати Кевіна сідає назад у машину, розганяється, збиває Гейтса й, не зупиняючись, їде далі. Кевін якимсь чином опиняється в машині. Але мати Кевіна, яку Гейтс встиг ударити, не здатна нормально керувати машиною і врешті машина вилітає з дороги. Мати Кевіна при цьому помирає. Агенти беруть Кевіна під охорону. Коли агенти разом з Кевіном перебувають у номері в готелі, Кевін іде до ванної, і його звідти викрадає Гейтс. Агенти не знають, де його шукати, тому їдуть до батька Кевіна, щоб хоч щось з'ясувати. Батько Кевіна не повідомляє нічого значного. Коли агенти виходять з його палати, Скаллі здогадується, що Гейтс поїхав на сміттєпереробний завод, яким володіє. Малдер же думає, що Гейтс направиться в аеропорт, тому їде в аеропорт, а Скаллі на сміттєпереробний завод. Скаллі приїжджає на сміттєпереробний завод і знаходить там Гейтса з Кевіном. Гейтс каже Кевіну, що він повинен померти заради «Нової ери». Гейтс, схопивши Кевіна, стрибає в папероподрібнювач. Кевіну вдалося вхопитися за платформу, а Гейтс помер. Скаллі витягує Кевіна.

## Створення
Серія «Одкровення» була написана Кімом Ньютоном, який потім напише сценарій ще до однієї серії третього сезону «Трясина». Режисером був Девід Наттер і це була остання серія Секретних матеріалів, над якою він працював. Наттер вирішив, що хоче зайнятись чимось іншим, а серіал залишиться в хороших руках Роба Боумана та Кіма Меннерса.
Ця серія цікава тим, що Малдер із Скаллі помінялись ролями: Скаллі почала вірити в чудеса, а Малдер був скептичним. Девід Духовни назвав такий обмін ролями «освіжаючою зміною обстановки». Наттер сказав, що в цій серії вони вирішили ширше розкрити характер Скаллі. Цей епізод був першим, у якому порушили питання віри Скаллі в Бога. Продюсери серії намагалися бути якомога обережнішими, знімаючи релігійно насичену серію, бо це могло не сподобатись деяким глядачам.
За словами співпродюсера Пола Робвіна, у серії були певні проблеми зі сценарієм, і його довелось переписувати вже під час зйомок. Через це актору Кевіну Зегерсу навіть довелось повертатись назад у Ванкувер, щоб дознятися в дописаних сценах. Деякі сцени були вирізані або змінені. Також продюсерам не сподобався голос священика в останній сцені, тому його слова перезаписали, використовуючи голос іншої людини.

## Знімались
| Актор             | Роль                     |
| ----------------- | ------------------------ |
| Девід Духовни     | Фокс Малдер              |
| Джилліан Андерсон | Дейна Скаллі             |
| Кевін Зегерс      | Кевін Крайдер            |
| Сем Боттомс       | Майкл Крайдер            |
| Кеннет Велш       | Саймон Гейтс             |
| Майкл Берріман    | Оуен Джарвіс             |
| Р. Лі Ермі        | преподобний Патрік Фінлі |
| Фульвіо Сесере    | Пріст                    |
| Ріс Губер         | хлопчик                  |